# Узун, Николай Иванович
Николай Иванович Узун (рум. Nicolae Uzun; 7 мая 1938 – 22 декабря 2020) — советский и молдавский государственный деятель, председатель Кишинёвского горисполкома, министр строительства Молдавской ССР.

## Биография
Родился 7 мая 1938 года.
Окончил строительный институт, инженер-строитель.
С 1976 по 1981 год председатель Кишинёвского горисполкома.
С 8 января 1981 года министр строительства Молдавской ССР.
В период работы на посту председателя Кишинёвского горсовета занимался реализацией принятого в июне 1973 года постановления ЦК КПСС и Совета Министров СССР «О мерах по развитию города Кишинева». Были построены Цирк, Театр оперы и балета, гостиница «Интурист», 3-я городская больница, множество жилых домов, детских садов, школ и поликлиник, Органный зал. Введены в строй новые троллейбусные маршруты, для чего расширялись проезжие части улиц, построены удобные развязки для автотранспорта.
Соавтор книг:
- От шалаша до Останкинской башни / В. В. Стоянов, Н. И. Узун. — Кишинев : Картя молдовеняскэ, 1984. — 81 с. : ил.; 20 см.
- Сборные клеефанерные гиперболические оболочки / В. В. Стоянов, Н. И. Узун; Отв. ред. Г. Б. Колчин. — Кишинев : Штиинца, 1981. — 79 с. : ил.; 21 см.
- Легкие конструкции для строительства / [В. В. Стоянов, В. М. Хрулев, В. Г. Житушкин, Н. И. Узун]; Отв. ред. Г. Б. Колчин. — Кишинев : Штиинца, 1985. — 118 с. : ил.; 21 см.

Умер 22 декабря 2020 года.